# Loïck Luypaert
Loïck Luypaert (Edegem, 19 augustus 1991) is een Belgische hockeyspeler. 

## Levensloop
Luypaert studeerde bewegingswetenschappen aan de Vrije Universiteit Brussel. Vervolgens behaalde hij in 2020 zijn master in 'sportmanagement en sportbeleid'. Zijn thesis had als titel 'Het inspirerend effect van tophockey op het clubhockey in België'.
Zijn sportieve loopbaan begon hij bij Braxgata. Van 2007 tot 2009 was Luypaert actief bij Royal Herakles HC en vanaf 2009 tot 2014 bij KHC Dragons. Vervolgens kwam hij één seizoen uit voor het Nederlandse HC Kampong. In mei 2015 kondigde hij zijn terugkeer naar Braxgata aan.
Daarnaast is hij actief bij de nationale ploeg van België. Hij werd geselecteerd voor de Olympische Zomerspelen van 2012 te Londen maar viel uiteindelijk toch weg. Te Rio de Janeiro in 2016 was hij er wel bij tot in de finale waar België na verlies tegen Argentinië zilver haalde. Op de Olympische Spelen van 2020 in Tokio stond hij ook in het Belgische nationale team dat goud haalde. Tevens maakte hij deel uit van het nationaal team dat wereldkampioen werd in het Indische Bhubaneswar in 2018 en Europees kampioen te Antwerpen in 2019.
In 2011 won hij de Gouden Stick.